# Vladimír Binar
Vladimir Binar, né le 6 octobre 1941 à Velké Meziříčí, et mort le 13 janvier 2016, fut un écrivain tchèque, théoricien de la littérature et traducteur, notamment du français. 

## La vie
Bien qu’il écrive de la poésie et de la prose dès les années 1960, dans une Tchécoslovaquie « normalisée » après l’écrasement du Printemps de Prague en août 1968, il a fait le choix de publier ses œuvres uniquement en samizdat. Son premier livre, le roman Playback, n’est alors sorti qu’en 2001.
Marié avec une Française originaire de Tahiti, son œuvre s'enrichit en couleurs « gauguiniennes » grâce à ses nombreux séjours en Polynésie française.

## Travaux littéraires
Pour son recueil de textes Hlava žáru (Tête incandescente) publié en 2009, il a obtenu un an plus tard le Prix de la Fondation littéraire tchèque.
Son dernier livre, le triptyque Číňanova pěna (La Mousse du Chinois) publié en 2011, a obtenu deux distinctions littéraires : Le Prix du Livre tchèque, en mai 2012 et le Prix Jaroslav Seifert, décerné par la Fondation de la Charte 77, en octobre 2012.

## Œuvres
Poésie
- Hlava žáru (Tête incandescente), Triada, Prague, 2009.

Romans et nouvelles
- Playback, roman, Triada, Prague, 2001.
- Emigrantský snář (La Clef des songes d’un émigré), « roman en lettres et cartes postales », Triada, Prague, 2003.
- La Mousse du Chinois, recueil de nouvelles, Editions Non Lieu 2014 ("'Číňanova pěna", Triada, Prague, 2011).